# Maulbach (Bad Münstereifel)
Maulbach ist ein Stadtteil von Bad Münstereifel im Kreis Euskirchen, Nordrhein-Westfalen.

## Lage
Der Ort liegt östlich der Altstadt von Bad Münstereifel. Die Kreisstraße 52 verläuft durch das Dorf. Das Dorf grenzt an den Rhein-Sieg-Kreis. In Ortsnähe fließt der Houverather Bach.
Maulbach liegt nahe der Landesgrenze zu Rheinland-Pfalz. Der Nachbarort Freisheim ist nur 1,6 km entfernt.

## Geschichte
Im nahen Wald in Richtung des Dorfes Scheuren und der Steinbachtalsperre errichteten die Nationalsozialisten ein Zwangsarbeiterlager, in dem zeitweise bis zu 300 sowjetische Kriegsgefangene festgehalten wurden.
Das um 1900 errichtete Spritzenhaus im Zentrum des Dorfes wurde von den Bewohnern in den 1960er Jahren unter Leitung des Architekten Siegfried Bucher zu einer Kapelle umgebaut. Seit dem Umbau findet jährlich eine feierliche Prozession zur Abtei Maria Laach nahe Mendig statt, welche neben den Dorfbewohnern regelmäßig zahlreiche Besucher aus umliegenden Ortschaften anzieht.
Maulbach gehörte zur eigenständigen Gemeinde Houverath, bis diese am 1. Juli 1969 nach Bad Münstereifel eingemeindet wurde.
Im ersten Jahrzehnt des 21. Jahrhunderts erfuhr das Dorf einen regen Bauboom.

## Verkehr
Die VRS-Buslinien 741 und 828 der RVK verbinden den Ort mit Bad Münstereifel, weiteren Nachbarorten und mit Rheinbach, überwiegend als TaxiBusPlus im Bedarfsverkehr.
| Linie | Verlauf |
| ----- | --- |
| 741   | MiKE (außer im Schülerverkehr): Rheinbach Bf – Loch – Queckenberg – Kurtenberg (– Scheuren – Maulbach – Eichen – Lanzerath – Houverath – Limbach – Wald)                                                                               |
| 828   | MiKE (außer im Schülerverkehr): Bad Münstereifel Bf – (Bad Münstereifel Rathaus →/ Gewerbegeb./Ärzteh. ←) Rodert – Holzem – Lethert – Effelsberg – Scheuerheck – Wald – Limbach – Houverath – Lanzerath – Eichen – Maulbach – Scheuren |

Die Grundschulkinder werden zur Grundschule in Houverath gebracht.